# 关子

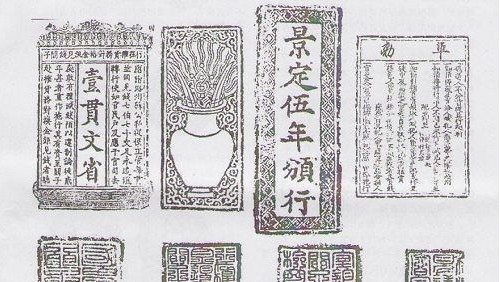
關子

关子是南宋绍兴元年（1131年）通行的一种纸币，据《宋史·食货志》载：“绍兴元年，有司因婺州屯兵，请椿办合用钱，而路不通舟，钱重难致，乃造关子付婺州。”